# Pałka drobna
Pałka drobna (Typha minima) – gatunek byliny należący do rodziny pałkowatych (Typhaceae). Inne nazwy: pałka maleńka, pałka miniaturowa. Występuje od południowej i południowo-wschodniej Europy po Kaukaz i środkową Azję. W Polsce do niedawna klasyfikowany jako efemerofit, obecnie (2012) uważany za gatunek zadomowiony (kenofit), potencjalnie inwazyjny.

## Morfologia
ŁodygaDorasta do ok. 50 cm wysokości.
LiścieU podstawy pochwiaste, zredukowane. Łodygowe bardzo wąskie (1–3 mm), długie i zielone.
KwiatyKwiatostany typu kolba. Roślina jednopienna, rozdzielnopłciowa. Żeńska część kolby długości do 5 cm, szerokości 1–2 cm, drobna, owalna. Męska część oddzielona niewielką przerwą.

## Zastosowanie
- Roślina ozdobna - sadzona w parkach, ogrodach na brzegach stawów i oczek wodnych.